# Siete ensayos de interpretación de la realidad peruana

Portada de Siete ensayos de intepretación de la realidad peruana, 1928. Archivo Mariátegui

Siete ensayos de interpretación de la realidad peruana o simplemente los Siete ensayos es considerada la obra principal del escritor, periodista y pensador peruano José Carlos Mariátegui. Se publicó en Lima, en 1928, y convirtió a su autor en una de las voces marxistas más difundidas de Latinoamérica. Es una obra que ha sido reeditada decenas de veces, además de traducida al ruso, francés, inglés, italiano, portugués y húngaro.

## Contexto
El autor usó como base para su libro la serie de artículos que de manera dispersa e inorgánica había publicado en revistas como Mundial y Amauta, esta última bajo su dirección.
Mariátegui se propuso en este libro aplicar los principios del materialismo histórico para intentar una revaluación completa de la realidad peruana. En el prólogo advierte que no es un crítico imparcial y objetivo, sino que sus juicios se nutren de sus ideales, sentimientos y pasiones.
Los ensayos abarcan diversos temas: la evolución económica, el problema del indio, el problema de la tierra, la instrucción pública, el factor religioso, regionalismo vs. centralismo y un “proceso” o enjuiciamiento de la literatura nacional. El autor pensaba también incluir un ensayo sobre la evolución política e ideológica del Perú, pero por parecerle ya excesivo el número de sus páginas, planeaba darle desarrollo y autonomía en un libro aparte. Asimismo, era consciente de sus limitaciones, pues deja en claro que ninguno de sus ensayos estaba acabado y que volvería a estos temas. Sin embargo su prematura muerte dos años después puso punto final a sus planes.
Más allá de los aciertos o desaciertos del autor en su objetivo de contribuir a la crítica socialista de los problemas del Perú, este libro tuvo el mérito de incentivar nuevos trabajos sobre la interpretación de la realidad peruana e iniciar la búsqueda de derroteros distintos a los tradicionales. Es de destacar la réplica que escribió el ilustre pensador Víctor Andrés Belaunde, titulada La realidad nacional, donde señaló muchos errores y omisiones de Mariátegui. Belaunde, defensor del pensamiento católico con tendencias sociales progresistas, quiso plantear un debate abierto con Mariátegui, pero la muerte de éste en 1930 se lo impidió.

## Contenido

### Esquema de la evolución económica
Mariátegui estudia la evolución económica del Perú aplicando el materialismo histórico, aunque no de manera rigurosa. En resumen, afirma que el desarrollo económico del Imperio de los incas, de tipo socialista, se vio “escindido” (interrumpido) por la conquista española. Los españoles impusieron una estructura económica feudal y esclavista. Dicho feudalismo se prolonga hasta la República, con el gamonalismo (caciquismo latifundista), mientras que la esclavitud es abolida. La burguesía nacional (clase capitalista) surge durante el período del guano y del salitre (siglo XIX) y empieza a fortalecerse a inicios del siglo XX, pero sin poder suplantar del todo a la clase terrateniente o latifundista (semifeudal). Según Mariátegui, en su tiempo coexistían en el Perú las tres economías: la feudal, la burguesa y algunos residuos de la economía comunista indígena en la sierra.

#### La economía colonial
Mariátegui alaba el desarrollo económico del Imperio de los Incas, al que califica de “socialista” y “colectivista”; destaca especialmente el trabajo colectivo que garantizaba el bienestar material de toda la población del imperio. Este magnífico desarrollo económico se vio “escindido” (interrumpido) por la conquista española. Los españoles destruyeron la maquinaria de producción incaica; luego implantaron sus estructuras políticas y económicas. La economía socialista de los incas fue reemplazada por otra de tipo feudal. Los españoles no buscaban desarrollar una economía sólida sino solo la explotación de los recursos naturales. La actividad fundamental de los españoles fue la explotación de las minas de oro y plata. Al no haber suficiente mano de obra para el trabajo de las haciendas de la costa recurrieron a la importación de esclavos negros; fue así como conformaron no solo una sociedad feudal, sino también una sociedad esclavista. Según Mariátegui, la estructura económica colonial seguía siendo la base histórica de la economía peruana.

#### Las bases económicas de la República
La segunda etapa de la economía peruana nace de otro hecho político y militar: la Independencia. Esta tiene como origen la misma política de la Corona Española, que impedía el libre desenvolvimiento económico de las colonias. Al haber en estas ya una burguesía criolla, aunque todavía embrionaria, ésta se contagió de las ideas revolucionarias de la burguesía europea e impulsó la independencia para asegurar su prosperidad. La independencia se decide entonces por las necesidades del desarrollo capitalista; en ese sentido, Inglaterra, cuna de la economía del librecambio, cumplió un papel fundamental al apoyar a las nacientes naciones americanas. La lucha por la independencia mancomunó a las diversas naciones latinoamericanas, pero una vez conseguida ella, cada una tomó su propio camino. Las naciones más beneficiadas con el tráfico libre con el resto del mundo fueron las situadas en el lado del Atlántico, es decir, Argentina y Brasil, que atrajeron inmigrantes y capitales europeos, que permitió que en esos países se fortaleciera la democracia burguesa y liberal; mientras que el Perú, por su posición geográfica, no recibió ese flujo dinamizador y se limitó a acoger a los inmigrantes chinos, que pasaron a laborar en las haciendas bajo el modelo feudal, cuasi esclavista. Sin embargo, el Perú necesitaba de “las máquinas, de los métodos y de las ideas de los europeos, de los occidentales”.

#### El período del guano y del salitre
Otro capítulo de la historia económica peruana se abre con el descubrimiento de la riqueza del guano y del salitre. Estos productos, de fácil explotación, aumentaron rápidamente la riqueza del Estado, ya que la Europa industrial necesitaba estos recursos para mantener su productividad agrícola. Las rentas de dichas riquezas acabaron por ser despilfarradas por el Estado Peruano, pero permitieron la aparición del capital comercial y bancario. Se empezó a constituir una clase capitalista, pero cuyo origen se encontraba en la vieja aristocracia peruana. Otra consecuencia fue la consolidación del poder económico de la costa, ya que hasta entonces, la minería había configurado a la economía peruana un carácter serrano. En síntesis, el guano y el salitre permitieron la lenta transformación de la economía peruana de un sistema feudal a un sistema capitalista, aunque sin dejar de acentuarse la dependencia con el capital extranjero. Dichas riquezas  se perdieron tras la Guerra del Pacífico.

#### Carácter de nuestra economía actual
Finalizada la guerra con Chile, la postguerra se abrió con un período de colapso de las fuerzas productoras. La moneda se hallaba depreciada y el crédito exterior anulado. El militarismo nacido de la derrota tomó el poder, pero pronto la antigua clase capitalista surgida en tiempos del guano y del salitre retomó su puesto en las directrices de la política nacional. Para lograr el resurgimiento económico fue preciso recurrir a la ayuda del imperialismo británico. Por el Contrato Grace (1888) se entregaron los ferrocarriles a los banqueros ingleses, como prenda y garantía de nuevas inversiones en el Perú. La puesta en operatividad de los ferrocarriles de la región central activó la explotación minera a gran escala en esa región. Lentamente, la economía peruana se fue recobrando, con bases más sólidas que las del guano y del salitre, pero sin perder su carácter de economía colonial. En esa línea, el gobierno de Nicolás de Piérola (1895-1899) se puso al servicio de los intereses de la plutocracia, según la percepción de Mariátegui. Luego, enumera las características fundamentales de la economía peruana de su tiempo (hacia 1928):
- La aparición de la industria moderna.
- La función del capital moderno (surgimiento de bancos).
- El acortamiento de distancias y el aumento del tráfico entre el Perú y Estados Unidos y Europa (apertura del canal de Panamá).
- La gradual superación del poder británico por el poder estadounidense.
- El desenvolvimiento de una clase capitalista (burguesía), que suplanta definitivamente a la antigua aristocracia de apellidos virreinales.
- La ilusión del caucho.
- El alza de los productos peruanos en el mercado mundial, que genera un rápido crecimiento de la fortuna privada nacional.
- La política de los empréstitos, acentuada en su tiempo (Oncenio de Leguía). Los principales acreedores son los banqueros de Estados Unidos.

Termina Mariátegui señalando que en su tiempo todavía coexistían en el Perú tres economías: la feudal, la burguesa y algunos residuos de la economía comunista indígena en la sierra.

#### Economía agraria y latifundismo feudal
No obstante el incremento de la actividad minera desde fines del siglo XIX, el Perú mantenía su carácter de país agrícola. La gran mayoría de la población se dedicaba a la agricultura. El indio, que conformaba las cuatro quintas partes de esa población, era tradicionalmente agricultor. La agricultura de productos alimenticios se concentraba en la sierra y abastecía el mercado nacional. Los cultivos agroindustriales destinados a la exportación (caña de azúcar y algodón) se concentraban en la costa, y estaban bajo control de una clase terrateniente. Esta mantenía una organización semifeudal que constituía el más pesado obstáculo para el desarrollo del país. Según Mariátegui, dicho propietario criollo, debido a su herencia y formación española, no podía desarrollar a plenitud la economía de corte capitalista. El interés del autor en el florecimiento pleno del capitalismo en el Perú se debía a que, según el ideario comunista, esa fase era necesaria para el surgimiento de la revolución socialista.

### El problema del indio

#### Su nuevo planteamiento
Mariátegui concebía el problema del indio no como un asunto racial, administrativo, jurídico, educativo o eclesiástico, sino como un problema sustancialmente económico cuyo origen estaba en el injusto sistema de propiedad de la tierra concentrado en pocas manos (gamonalismo o latifundismo); mientras subsistiera esta forma de propiedad todo intento por solucionar el problema del indio sería estéril.
El gamonalismo se oponía con éxito a toda ley u ordenanza de protección indígena. El hacendado, latifundista o gamonal era prácticamente un señor feudal. Frente a él, la ley era impotente. La República había prohibido el trabajo gratuito, pero aun así, el trabajo gratuito, y aún el trabajo forzado, sobrevivían en el latifundio.

#### Sumaria revisión histórica
Se calcula que la población del Imperio de los Incas fue de diez millones de habitantes. La conquista española fue una tremenda carnicería; la población nativa quedó diezmada.
El virreinato estableció un régimen de brutal explotación. Los españoles impusieron el régimen feudal de la tenencia de la tierra y dieron más importancia a la extracción del oro y la plata. La población indígena fue sometida a un sistema abrumador de trabajos forzados, en las minas y los obrajes. La costa se despobló, por lo que se importaron esclavos negros para las labores de las haciendas. Los españoles destruyeron la sociedad y la economía incaica, sin reemplazarla por otra de mayor rendimiento. El sistema que implantaron fue el feudal y el esclavista, de manera simultánea.
La revolución independentista fue dirigida por los criollos y hasta por algunos españoles, que aprovecharon el apoyo de la masa indígena. El programa liberal de la revolución incluía la redención del indio, pero al consumarse la independencia, quedó solo como promesa. Ello debido a que la aristocracia latifundista de la colonia, dueña del poder, conservó intactos sus derechos feudales sobre la tierra. La situación del indio tendió a empeorarse durante la República.
En la sierra, la región habitada principalmente por los indios, subsistía en tiempos de Mariátegui la más bárbara y omnipotente feudalidad. El dominio de la tierra estaba en manos de los gamonales o latifundistas. Sin embargo, la propagación de las ideas socialistas originó un fuerte movimiento de reivindicación entre la masa indígena.
«La solución del problema del indio tiene que ser una solución social. Sus realizadores deben ser los propios indios. Este concepto conduce a ver en la reunión de los congresos indígenas un hecho histórico. Los congresos indígenas, desvirtuados en los últimos años por el burocratismo, no representaban todavía un programa; pero sus primeras reuniones señalaron una ruta comunicando a los indios de diversas regiones. A los indios les falta vinculación nacional. Sus protestas han sido siempre regionales. Esto ha contribuido, en gran parte, a su abatimiento», finaliza diciendo Mariátegui.

### El problema de la tierra
A grandes rasgos:
- El colonialismo equivalió a feudalismo.
- La política del colonialismo originó despoblación y esclavismo, hasta etnocidio.
- El colonizador español fue un explotador más interesado en extraer oro y plata, diferente al colonizador inglés de América del Norte, que fue creador de riqueza.
- La política agraria se acentuó negativamente en la República. Surgieron haciendas que se expandieron afectando a las tierras de las comunidades indígenas.
- El poder político fue detentado por los hacendados o latifundistas, desde el parlamento y los ministerios.
- Una comunidad indígena raquítica convivió con un latifundismo boyante; tanto en la sierra atrasada, como en la costa industrializada.
- Concluye con proposiciones finales.

#### El problema agrario y el problema del indio
Dice Mariátegui que “la cuestión del indio, más que pedagógica es económica, es social”.
La liquidación de la feudalidad en el Perú debió haber sido realizado por el régimen demo-burgués establecido luego de la independencia. Pero no ocurrió ello, pues no cuajó en el Perú una verdadera clase capitalista. La antigua clase feudal, disfrazada de burguesía republicana, conservó sus posiciones.
Las expresiones de la feudalidad sobreviviente eran dos: Latifundio y Servidumbre. No se podía liberar la servidumbre que pesaba sobre la clase indígena si antes no se acababa con el latifundio.
El problema agrario aparecía pues, en toda su magnitud, como un problema económico-social, y por lo tanto, político.

#### Colonialismo - Feudalismo
España trajo al Perú el Medioevo (inquisición, feudalismo, etc.), la Contrarreforma. De la mayor parte de esas instituciones los peruanos fueron liberándose penosamente. Pero el cimiento económico, es decir, la herencia feudal, permaneció tras la revolución independiente. La clase dirigente criolla, que sucedió a la española, no cambió las estructuras socioeconómicas del régimen colonial.
El régimen de la propiedad de la tierra determinó el régimen político y administrativo de toda la nación. Sobre una economía semifeudal no podía prosperar ni funcionar instituciones democráticas y liberales.
El pueblo incaico era una civilización agraria (“la vida viene de la tierra” era su lema). Vivía dedicado a la agricultura y el pastoreo. Los caracteres fundamentales de la economía incaica eran los siguientes:
- Propiedad colectiva de la tierra cultivable.
- Propiedad colectiva de las aguas, bosques, tierras de pasto.
- Cooperación común en el trabajo
- Apropiación individual de las cosechas y los frutos.

El régimen colonial desorganizó y aniquiló la economía agraria incaica, sin reemplazarla por una economía de mayores rendimientos. Pero no solo hizo eso sino que redujo a la población indígena (etnocidio).

#### Política del coloniaje: despoblamiento y esclavitud
Mariátegui observa que el régimen colonial español resultó incapaz de desarrollar en el Perú una economía de puro tipo feudal y que injertó en ella elementos de la economía esclavista. El colonizador español, que no tenía desarrollada la idea del valor económico del hombre, estableció una política de despoblamiento, es decir, de exterminio de la masa indígena (etnocidio). Llegó el momento en que los españoles se vieron necesitados de mano de obra y recurrieron entonces a la importación de negros, trayendo así la esclavitud. Pero también los indios prácticamente sufrieron un régimen esclavista, pues la actividad preferida de los españoles, la minería, debía ser necesariamente un trabajo de esclavos. En ese sentido, los españoles implantaron la mita minera, un sistema de trabajo supuestamente inspirado en la mita incaica, pero que no fue sino una forma de esclavitud en la que muchos indígenas se vieron sometidos.
En la época de Mariátegui, el carácter colonial de la agricultura de la costa provenía en gran parte del sistema esclavista. Ello debido a que el latifundista costeño, más que hombres, pedía brazos para el cultivo de sus tierras. Miles de indios bajaban a las haciendas costeras, donde laboraban como peones en las peores condiciones.

#### El colonizador español
Mariátegui compara al colonizador español con el anglosajón (es un término que designa a los pueblos germánicos que invadieron el sur y el este de la Gran Bretaña inglés). El español no tuvo las condiciones del colonizador anglosajón o pionero. Pensaba que las riquezas del Perú eran sus metales preciosos. Así, con la práctica de la mita, aniquilaron el capital humano, trayendo la decadencia de la agricultura. El colonizador español nunca fue un creador de riqueza, como si lo fue el anglosajón.

#### La revolución de la independencia y la propiedad agraria
La revolución de la independencia, al no haber sido dirigida por las masas indígenas, no tuvo reivindicaciones agraristas. La dirigieron y financiaron los criollos (burguesía comerciante), más interesados en defender sus intereses comerciales. Si bien el gobierno republicano abolió la mita, las encomiendas, etc., la aristocracia terrateniente continuó siendo la clase dominante.

#### Política agraria de la República
La República, trató de legislar con miras a fortalecer la pequeña propiedad individual, de acuerdo al liberalismo entonces en boga. Ello equivalía a desarticular tanto al latifundio como a la comunidad indígena. Sin embargo, esta intención no prosperó. El latifundio se consolidó y extendió, mientras que la comunidad indígena fue la más afectada, tanto por la ambición de los terratenientes como por la política desatinada dirigida desde la capital.

#### La gran propiedad y el poder político
El poder de la clase política de la República procedía en buena cuenta de la propiedad de la tierra (feudalismo latifundista). Los políticos y caudillos eran por lo general, dueños de grandes haciendas. Mientras que el latifundismo serrano mantenía un nivel muy atrasado en su sistema de producción, el latifundismo costeño, orientado a los intereses de los capitales británicos y estadounidenses, se hallaba más desarrollado tecnológicamente, aunque su explotación reposaba todavía sobre prácticas y principios feudales.

#### La “comunidad” bajo la República
A pesar de que la tendencia en la República era desaparecer la comunidad indígena para dar pase a las propiedades individuales, sin embargo, no hubo una política más incisiva al respecto. La comunidad sobrevivió, si bien a duras penas. Luego, un intelectual de tendencia liberal como Manuel Vicente Villarán reclamó la protección de las comunidades frente al latifundismo. Sin embargo, la defensa más consistente vendría de parte de los intelectuales socialistas como Hildebrando Castro Pozo, autor del interesante estudio Nuestra comunidad indígena.

#### La “comunidad” y el latifundio
La defensa de la comunidad indígena, asumida por muchos pensadores como Castro Pozo, no reposaba en principios abstractos de justicia ni en sentimentalismos tradicionalistas, sino en razones concretas de orden económico y social. La comparación del latifundio serrano con la comunidad indígena como empresa de producción agrícola, desfavorecía al primero.

#### El régimen de trabajo. Servidumbre y salariado
Al sobrevivir en el Perú el latifundio feudal, sobrevivía también la servidumbre, bajo diversas formas y distintos nombres. La diferencia entre la agricultura de la costa y de las sierra, era que la primera tenía un nivel técnico más desarrollado, pero no más. Ambas seguían teniendo el carácter feudal o semifeudal. Métodos feudales aplicados eran el yanaconazgo y el “enganche”. El yanaconazgo consistía en que un campesino o yanacona laboraba en las tierras de un propietario recibiendo a cambio de su trabajo una parte de la producción. El enganche era un sistema aplicado en la costa, por el cual se contrataban trabajadores o braceros dándoles anticipos en dinero, pero por lo general, esa deuda tendía a crecer, quedando el trabajador prácticamente atado al contrato, sin poder disponer de su libertad.
En la costa, el trabajador de la tierra fue, además del indio, el negro esclavo y el culí chino. En la sierra, exclusivamente el indio.
El terrateniente costeño admitía, aunque muy atenuado, el régimen del salario y del trabajo libre. En cambio, en la sierra, el poder del terrateniente era prácticamente absoluto y mantenía el feudalismo en toda su dimensión.

#### “Colonialismo” de nuestra agricultura costeña
El desarrollo del cultivo agroindustrial de la costa peruana (caña de azúcar y algodón) se debía al interés del capital británico y norteamericano en esos productos. Los mejores valles de la costa estaban sembrados de caña y algodón y conformaban inmensos latifundios, mientras que los cultivos alimenticios ocupaban una extensión mucho menor y estaba a cargo de pequeños propietarios y arrendatarios.
Todo ello, pese a que el suelo del Perú no producía todo lo que la población necesitaba para su subsistencia y se hacía necesario importar trigo. Problema éste que no fue resuelto por el Estado, más afanado en hacer una política de subsistencias.
Lo que nos muestra que la economía del Perú es una economía colonial, pues su movimiento y su desarrollo estaban subordinados a los intereses y necesidades de las grandes potencias.

#### Proposiciones finales
1. El carácter de la propiedad agraria en el Perú se presenta como una de las mayores trabas del propio desarrollo del capitalismo nacional.
2. El latifundismo existente en el Perú es la más grave barrera para la inmigración blanca o europea, debido a que no resulta atrayente por sus bajos salarios y su sistema casi esclavista.
3. La orientación de la agricultura de la costa a los intereses de los capitales británicos y norteamericanos (agroexportación) impide que se ensaye y adopte nuevos cultivos de necesidad nacional.
4. La propiedad agraria de la costa se muestra incapaz de atender los problemas de salubridad rural.
5. En la sierra, el feudalismo agrario sobreviviente se muestra del todo inepto como creador de riqueza y de progreso. Los latifundios tienen una producción miserable.
6. La razón de que esa situación de los latifundios serranos no se debía solo a lo difícil de las comunicaciones, sino más que nada al gamonalismo (caciquismo latifundista).[24]

### El proceso de la instrucción pública
Mariátegui analiza el desarrollo de la instrucción o educación pública, que para él estaba estrechamente ligado a lo económico-social.

#### La herencia colonial y las influencias francesa y norteamericana
Mariátegui reconoce y analiza tres influencias en la educación peruana: la española, la francesa y la norteamericana, estas dos últimas insertadas en la primera. La educación peruana tiene pues una esencia básica colonial, careciendo de un sentido nacional.
España legó «un sentido aristocrático y un concepto eclesiástico y literario de la enseñanza». La cultura en la colonia era un privilegio de la clase dominante. El pueblo no tenía derecho a la instrucción. La enseñanza tenía por objeto formar clérigos y doctores en letras. El desprecio por el trabajo y por las actividades productivas fue alentado desde la Universidad colonial.
La revolución de la Independencia adoptó los principios igualitarios de la Francia revolucionaria, pero solo para favorecer a los criollos. La naciente República heredó las estructuras coloniales y poco hizo por variar esa situación en sus primeros años. A mediados del siglo XIX se empezó a adoptar el modelo francés. Pero este modelo tenía también muchas deficiencias, pues acentuaba igualmente la orientación literaria y retórica de la enseñanza. La influencia anglosajona empezó a reflejarse en la reforma de la segunda enseñanza de 1902. Fue el doctor Manuel Vicente Villarán quien defendió con más vigor la adopción del modelo norteamericano, tendiente a la formación de hombres de empresa y no solo de literatos o eruditos, lo que era coherente con el naciente desarrollo del capitalismo peruano. Las prédicas de Villarán triunfaron con la reforma educativa de 1920, mediante la ley orgánica de enseñanza dada ese año, pero como no era posible, según Mariátegui «democratizar la enseñanza de un país, sin democratizar su economía, y sin democratizar, por ende, su superestructura política» la reforma de 1920 devino en fracaso.

#### La reforma universitaria
- Ideología y reivindicaciones.- La reforma universitaria merece la especial atención de Mariátegui. El movimiento estudiantil en demanda de la reforma universitaria surgió en Córdoba, Argentina, en el año 1918, alentada por la crisis mundial originada por la Primera Guerra Mundial. Otros brotes surgidos en Chile, Uruguay, Perú, tuvieron el mismo origen y el mismo impulso. Los estudiantes de América querían sacudir las viejas estructuras de sus Universidades, es decir, reformar la anticuada metodología de estudios y el gobierno universitario. Sus reclamos básicos eran los siguientes: - la necesidad de que los estudiantes intervinieran en el gobierno de las universidades, y - el funcionamiento de cátedras libres, al lado de las cátedras oficiales. Estas cátedras libres debían ser difusoras de nuevos y alternativos conocimientos. En resumen, querían que la Universidad dejara de ser un órgano de un grupo de privilegiados y se orientara más hacia la realidad nacional de cada país. La vinculación de los estudiantes con las protestas obreros, en boga entonces, dieron un carácter revolucionario a la Reforma Universitaria.[26]

- Política y enseñanza universitaria en América Latina.- El régimen económico y político determinado por el predominio de las aristocracias coloniales, había colocado a las universidades de América Latina bajo la tutela de esas oligarquías y de su clientela. Convertida la enseñanza universitaria en un privilegio de dinero y de clase, las universidades habían caído en la burocratización académica. Esto conducía inevitablemente al empobrecimiento espiritual y científico. En el Perú este fenómeno se daba debido a la supervivencia de la estructura económica semifeudal, pero también ocurría en la Argentina, pese a ser un país más industrializado y democratizado. El movimiento de la reforma universitaria en Latinoamérica debía necesariamente que atacar la raíz del mal. Y a la vez, las oligarquías conservadoras tenían naturalmente que reaccionar contra la reforma.[27]

- La universidad de Lima.- Según Mariátegui, el espíritu de la Colonia ha tenido su hogar en la Universidad. La principal razón ha sido la prolongación o supervivencia del dominio de la vieja aristocracia colonial, a lo largo de la República. La Universidad se mantuvo, en líneas generales, fiel a la tradición escolástica, conservadora y española; ello le impedía cumplir una función progresista y creadora en la vida nacional. Mariátegui concuerda con el maestro Víctor Andrés Belaunde, en el sentido de que la Universidad se hallaba divorciada de la realidad nacional, pero acusa a Belaunde de no querer buscar las razones profundas de esa verdad, por estar vinculado a la “casta feudal”. Para Mariátegui estaba claro el motivo de esa falencia de la Universidad: la persistencia de la colonia en la estructura económica-social del Perú. Acusa también a la “generación futurista” (Generación del 900), encabezada por el pensador José de la Riva Agüero y Osma, de no haber iniciado la renovación de los métodos y el espíritu de la Universidad, por ser sus miembros de tendencia conservadora y tradicionalista.[28]

- Reforma y reacción.- Mariátegui nos hace un extenso estudio sobre la reforma universitaria en el Perú y la reacción en su contra (se aconseja leerlo completamente). El movimiento estudiantil peruano de 1919 constituyó en su origen una rebelión contra algunos catedráticos ineptos que se habían estancado en la enseñanza. El alumnado empezó por confeccionar un cuadro donde tachaban a aquellos profesores. Pero el rectorado se solidarizó con esos profesores tachados. Los estudiantes comprendieron entonces que el carácter oligárquico de la docencia y la burocratización y el estancamiento de la enseñanza eran dos aspectos del mismo problema. Las reivindicaciones estudiantiles se ampliaron y precisaron entonces. En 1919 los reclamos de los estudiantes triunfaron. El presidente Augusto B. Leguía dio un decreto por el cual se establecían las cátedras libres y la representación de los alumnos en el gobierno de la Universidad. En marzo de 1920 se reunió en el Cuzco el Primer Congreso Nacional de Estudiantes, en donde se aprobó la creación de las Universidades Populares. Pero entre los estudiantes peruanos reinaba una desorientación profunda, que afectó seriamente la continuación de la reforma. En 1920, un decreto del gobierno reconoció la autonomía de la Universidad, lo que dejó satisfecha a la docencia. Debido a ello, parte de las conquistas del estudiantado fueron escamoteadas (ignoradas). Más aún, cuando el doctor Manuel Vicente Villarán asumió el rectorado de la Universidad de San Marcos (1922-1924), se inició un periodo de colaboración entre la docencia y el alumnado, lo que impidió la renovación de la lucha por la reforma. Para Mariátegui, la carencia de grandes conductores estudiantiles hizo que la Reforma Universitaria quedara estancada. La única excepción se dio tal vez en la Universidad del Cuzco, donde la élite del profesorado aceptó y sancionó los principios propuestos por los alumnos.[29]

#### Ideologías en contraste
En esta sección final del ensayo, el autor expone las dos posiciones ideológicas que debatieron en torno al modelo educativo que debía imponerse en el Perú, a principios del siglo XX. Estas ideologías se desenvolvían en el seno del Partido Civil, el predominante en la política peruana de entonces y eran las siguientes:
- El programa del civilismo burgués y positivista, expresado por Manuel Vicente Villarán, y
- El programa del civilismo feudal e idealista, defendido por Alejandro Deustua.

Villarán defendía el modelo norteamericano, con una orientación práctica (formación de hombres de empresa), lo que era coherente con el naciente capitalismo que iba formándose en el Perú. Mientras que Deustua planteaba el problema educativo en un terreno puramente filosófico; a decir de Mariátegui, representaba la vieja mentalidad aristocrática de la casta latifundista. Finalmente se impuso el programa de Villarán, pero con resultados mediocres, según ya vimos.
En conclusión, para Mariátegui, «el problema de la enseñanza no puede ser bien comprendido en nuestro tiempo si no es considerado como un problema económico y como un problema social. El error de muchos reformadores ha estado en su método abstractamente idealista, en su doctrina exclusivamente pedagógica».

### El factor religioso

#### La religión en el Tahuantinsuyo
Mariátegui empieza señalando que en su tiempo, el concepto de religión había ya crecido en extensión y profundidad. Estaba ya superada la vieja crítica del anticlericalismo (ateo, laico y racionalista) de relacionar la religiosidad con el oscurantismo (lo que no impide que todavía algunos, ingenua o ignorantemente, sigan creyendo en esa relación). Pone como ejemplo el protestantismo anglosajón para desmentir tal aseveración.
Mariátegui hace notar que el factor religioso ofrece en los pueblos de América aspectos muy complejos. El estudio del mismo debe partir necesariamente de las creencias de los pueblos precolombinos. Considera que se cuenta con suficientes elementos sobre la mitología del Perú antiguo como para ubicar su puesto en la evolución religiosa de la humanidad.
Según Mariátegui, la religión incaica fue un código moral antes que un conjunto de abstracciones metafísicas. Se hallaba subordinada a los intereses sociales y políticos del Imperio, más que a fines netamente espirituales. La alta clase sacerdotal pertenecía al mismo tiempo a la clase dirigente. Es lo que se llama Teocracia. Es por ello que cuando los incas conquistaban otros pueblos, no se orientaron a extirpar la diversidad de cultos (con excepción de aquellos demasiado bárbaros o violentos), sino que, con sentido práctico, exigieron solamente la supremacía del culto del Sol. El Templo del Sol o Coricancha se convirtió así en el templo de una mitología un tanto federal.
Ese mismo régimen teocrático explica que la Iglesia incaica (por llamarla de algún modo) pereciera junto con el Estado Incaico durante la conquista española. Pero sobrevivieron en la población los ritos agrarios, las prácticas mágicas y el sentimiento panteísta.

#### La conquista católica
Según Mariátegui, la conquista española fue la última cruzada, es decir una empresa esencialmente militar y religiosa, realizada en conjunto por soldados y misioneros (la espada y la cruz).
Tras la conquista, empieza el coloniaje, que es una empresa política y eclesiástica. El Virreinato atrae a nobles letrados y doctores eclesiásticos. Llega la Inquisición y la Contrarreforma, pero también toda la actividad cultural, concentrada en las manos de la Iglesia Católica. La Universidad nace fundada por los frailes.
La liturgia suntuosa del catolicismo y el estilo conmovedor de los predicadores cautivaron a las masas indígenas, más que la misma doctrina evangélica. Es decir, para los indios, lo más atrayente del culto católico fue su exterioridad y no su interioridad. El indio, en realidad, mantuvo sus antiguas creencias mágicas adecuándolas al culto católico, fenómeno al que se conoce como sincretismo religioso.
El rol de la Iglesia católica durante el virreinato fue el de apoyar y justificar al estado feudal y semifeudal instituido. Si bien hubo choques entre el poder civil y el poder eclesiástico, estos no tuvieron ningún fondo doctrinal, sino que fueron simples querellas domésticas, que se superaron tarde o temprano.

#### La independencia y la iglesia
Con el advenimiento de la República no hubo cambio. La revolución de la Independencia, del mismo modo que no tocó los privilegios feudales, tampoco lo hizo con los eclesiásticos. El alto clero se mostró inicialmente fiel a la Monarquía española, pero al igual que la aristocracia terrateniente, aceptó la República cuando vio que ésta mantenía las estructuras coloniales. De entre el bajo clero, hubo muchos que militaron activamente en el bando patriota.
Si bien entre los patriotas peruanos hubo quienes profesaron el liberalismo, éste nunca llegó a los extremos del jacobinismo anticlerical, como ocurriera en Francia. El liberalismo peruano, débil y formal en el plano económico y político, lo era también en el religioso. No hubo de parte de los liberales peruanos una campaña más incisiva a favor del laicismo y de otras demandas propias del anticlericalismo. La actuación personal de Francisco de Paula González Vigil, clérigo célebre por sus críticas a la curia romana, no perteneció propiamente al liberalismo. El más conspicuo líder liberal peruano, José Gálvez Egúsquiza, respetaba y cumplía los dogmas de la Iglesia Católica.
El radicalismo de Manuel González Prada surgido a fines del siglo XIX constituyó la primera agitación anticlerical del Perú, pero careció de eficacia por no haber aportado un programa económico-social. De acuerdo a la tesis socialista, las formas eclesiásticas y doctrinas religiosas son propias e inseparables del régimen económico-social que las sostiene y produce, y por tanto, la preocupación primordial debería ser cambiar dicho régimen, antes que asumir actitudes anticlericales.

### Regionalismo y centralismo
Cuando surgió la República Peruana, ésta se constituyó bajo el sistema centralista, pese a los planteamientos de federalismo que hicieron algunos ideólogos liberales. En la época de Mariátegui, el problema de la centralización política se mantenía vigente; naturalmente, para él, la solución de este problema tenía que abarcar necesariamente el plano social y económico, y no solo el político y administrativo, como se había venido intentando.

#### Ponencias básicas
Para Mariátegui, el problema del regionalismo versus el centralismo se planteaba ya en términos nuevos, quedando atrás los viejos conceptos propios del siglo XIX. Reconocía la existencia, sobre todo en el sur peruano, de un sentimiento regionalista, pero observaba que dicho regionalismo más parecía ser «una expresión vaga de un malestar y un descontento». Enumera las siguientes proposiciones:
1. La vieja polémica entre federalistas y centralistas de los primeros tiempos de la República estaba ya superada. Esa controversia de tipo político y administrativo, debía trasladarse al plano social y económico.
2. El federalismo no aparece en la historia peruana como una reivindicación popular, sino como una reivindicación del gamonalismo y su clientela.
3. El centralismo se apoya en el caciquismo y gamonalismo regionales (dispuestos, no obstante, a reclamarse federalistas de acuerdo a las circunstancias), mientras que el federalismo recluta sus adeptos entre los caciques y gamonales en desgracia ante el poder central.
4. Uno de los vicios de la organización política es, ciertamente el centralismo. Pero la solución no reside en un federalismo de carácter feudal.
5. Es difícil definir y demarcar en el Perú regiones existentes históricamente como tales. La división del Perú en departamentos es una continuación de la artificial división en intendencias del Virreinato.

Durante la República, los primeros partidos políticos organizados admitieron en sus programas la descentralización, pero nunca lo desarrollaron cuando llegaron al poder, quedando dicha idea en simple especulación teórica.

#### Regionalismo y gamonalismo
Mariátegui resalta que en su tiempo ya existía una ideología de avanzada interesada en la solución del problema agrario y la cuestión indígena. Por ello, entendía que toda política descentralista que estuviera enfocada solo como reforma política y administrativa, sin contemplar previamente la solución del problema del indio, no merecía ni siquiera ser discutida. Temía que al darse una autonomía más o menos amplia a los departamentos y a las regiones, esto solo aumentaría el poder del gamonalismo, que era la lacra que debía ser extirpada, con prioridad.

#### La región en la República
Mariátegui observa que es difícil definir y demarcar en el Perú regiones existentes históricamente como tales. Los departamentos, cuyos orígenes se remontan a las antiguas intendencias coloniales, no pueden ser definidos como «regiones» pues son solo entidades políticas administrativas, que no representan una unidad económica e histórica. Tampoco las tres regiones físicas: la Costa, la Sierra y la Montaña (Selva) equivalen a regiones en cuanto a realidad social y económica; Mariátegui afirma que la Montaña carece aún de significación socioeconómica; en cambio, «la actual peruanidad se ha sedimentado en tierra baja» o Costa, y la Sierra es el refugio del indigenismo. Otra forma artificial de concebir las regiones en el Perú ha sido la división de Norte, Centro y Sur peruano, cada una de las cuales reunía tentativamente a departamentos y provincias sin ningún contacto entre sí.

#### Descentralización centralista
«Las formas de descentralización ensayadas en la historia de la República, han adolecido del vicio original de representar una concepción y un diseño absolutamente centralistas», dice Mariátegui. Es decir, se aplicaron proyectos esbozados desde el gobierno central, sin contemplar los planteamientos de los regionalistas. Mariátegui enumera y analiza los ensayos que se hicieron a lo largo de la historia republicana, lo que denomina como el «viejo regionalismo». El primer experimento de descentralización fue la creación de los consejos departamentales de 1873, en tiempos del presidente Manuel Pardo. La guerra con Chile de 1879 liquidó ese ensayo. Una nueva ley dada en 1886 creó las Juntas Departamentales, subordinadas al poder central, pero que tampoco dieron resultado y fueron suprimidas años después. La Constitución de 1920 consagró la autonomía municipal (lo que no se implementó) y creó los Congresos Regionales (del norte, centro y sur del Perú), que solo constituyeron en una parodia absurda de descentralización.

#### El nuevo regionalismo
Examinada la teoría y la práctica del viejo regionalismo, Mariátegui formula sus puntos de vista sobre cómo debe enfocarse la nueva descentralización. Primero, debe quedar esclarecida la solidaridad del gamonalismo regional con el régimen centralista. El gamonalismo, por su naturaleza, tendía hacia el federalismo, pero una vez aliado con el gobierno central, dejó de lado su reivindicación federalista. Luego, Mariátegui considera que el Perú debe optar entre el gamonal o el indio: «no existe un tercer camino». Naturalmente, él y los hombres nuevos se inclinan por el indio. Porque «ninguna reforma que robustezca al gamonal contra el indio, por mucho que aparezca como una satisfacción del sentimiento regionalista, puede ser estimada como una reforma buena y justa». En conclusión, para los nuevos regionalistas, la regionalización debe contemplar simultáneamente el problema del indio y de la tierra.

#### El problema de la capital
Mariátegui estudia también el problema de la capital y sostiene que la suerte de Lima como centro político del Perú estará subordinada a los grandes cambios políticos que se den en este país.

### El proceso de la literatura
Mariátegui pone a la literatura bajo cuestionamiento al pasar revista a distintos autores peruanos. En este proceso de la literatura se enjuicia la capacidad política de la literatura de constituir un lugar de contestación de la estructura feudal y colonial. 
Mariátegui propone una concepción de la literatura que une a la vanguardia estética y al 'nacionalismo indigenista'. De la vanguardia estética toma la necesidad de concebir la práctica artística como una mediación técnica, como una brecha entre lo representado y la forma de representar. De Vallejo nos dice:
El sentimiento indígena tiene en sus versos una modulación propia. Su canto es íntegramente suyo. Al poeta no le basta traer un mensaje nuevo. Necesita traer una técnica y un lenguaje nuevos también. Su arte no tolera el equívoco y artificial dualismo de la esencia y la forma. [..] El sentimiento indígena es en Melgar algo que se vislumbra sólo en el fondo de sus versos; en Vallejo es algo que se ve aflorar plenamente al verso mismo cambiando su estructura.
Esta 'modulación propia' se debe al estatuto de lo nacional en el Perú. Una literatura no puede apelar a sus elementos nutricios si está íntimamente imbricada con la estructura económica feudal y colonial. Una literatura nacionalista sería cómplice de esta estructura de dominación e injusticia que oprime al indio ya que expresaría la cultura de su oligarquía feudal.
Mariátegui detecta, sin embargo, una 'dualidad de raza y espíritu' que impide que exista una "literatura orgánicamente nacional", una identidad nacional fija como, por ejemplo, Argentina:

El criollismo no ha podido prosperar en nuestra literatura, como una corriente de espíritu nacionalista, ante todo porque el criollo no representa todavía la nacionalidad. Se constata, casi uniformemente, desde hace tiempo, que somos una nacionalidad en formación. Se percibe ahora, precisando ese concepto, la subsistencia de una dualidad de raza y de espíritu.
La presencia desequilibrante del indígena permite abrir un espacio para la literatura indigenista. Esta no sería una literatura que se ocupe del indio como tema dentro de una perspectiva nacional. La perspectiva indígena participa en la lucha por la definición de la identidad peruana y, como tal, puede ser tomada por la literatura como un elemento significativo. Las concepciones en pugna, la colonial y la indigenista, se disputan la identidad nacional. De ahí la importancia de tomar a lo indígena modulándolo para hacer presente su cosmovisión, no solo presentándolo como un objeto:
El indio no representa únicamente un tipo, un tema, un motivo, un personaje. Representa un pueblo, una raza, una tradición, un espíritu. No es posible, pues, valorarlo y considerarlo, desde puntos de vista exclusivamente literarios, como un color o un aspecto nacional, colocándolo en el mismo plano que otros elementos étnicos del Perú.
Como apunta Löwy, Mariátegui busca refirmar un concepto de nación romántico. Este es una afirmación del concepto de nación que, sin embargo, rechaza la expresión subjetiva individual y, en cambio, busca la asociación, es esencialmente unanimista: 
El romanticismo del siglo XIX fue esencialmente individualista; el romanticismo del novecientos es, en cambio, espontánea y lógicamente socialista, unanimista. Vallejo, desde este punto de vista, no sólo pertenece a su raza, pertenece también a su siglo, a su evo.
En consecuencia con esto último, Mariátegui rechaza el individualismo de la expresión individual, anárquica:
Políticamente, históricamente, el anarquismo es, como está averiguado, la extrema izquierda del liberalismo. Entra, por tanto, a pesar de todas las protestas inocentes o interesadas, en el orden ideológico burgués. El anarquista, en nuestro tiempo, puede ser un revolté, pero no es, históricamente, un revolucionario.
Así, Mariátegui configura una literatura en que se incorporan los componentes de lo nacional, pero, al mediar la cosmovisión indígena, se conculca la cultura oligárquica contra la que la literatura debe bregar. Dice Mariátegui que "La nueva peruanidad es una cosa por crear. Su cimiento histórico tiene que ser indígena."
La índole de la cultura indígena cuya cosmovisión Mariátegui toma prestada no proviene de los buenos deseos del utopista, sino que, según Mariátegui se asienta en la realidad concreta del Perú:
El mestizo actual, concreto, no es para Vasconcelos el tipo de una nueva raza, de una nueva cultura, sino apenas su promesa. La especulación del filósofo, del utopista, no conoce límites de tiempo ni de espacio. Los siglos no cuentan en su construcción ideal más que como momentos. La labor del crítico, del historiógrafo, del político, es de otra índole. Tiene que atenerse a resultados inmediatos y contentarse con perspectivas próximas.
Desde una perspectiva marxista y materialista, las condiciones materiales inmediatas de la nación peruana deberán ser usadas como materiales para entender los planteamientos de la arena política. El intento de pensar un tipo de 'comunismo indígena' no puede basarse en una raza futura, en un mestizaje por venir sino que tiene que asentarse en las condiciones étnicas y políticas actuales de Perú. 
Mariátegui, de todas formas, avizora el curso de los eventos por venir. Traza un camino evolutivo de tres estadios para 'lo peruano'. En primer lugar, la época colonial determinada por España, en segundo la época universal y cosmopolita, y en tercero la afirmación de la nacionalidad, del proyecto indigenista:
Nuestra literatura ha entrado en su período de cosmopolitismo. En Lima, este cosmopolitismo se traduce, en la imitación entre otras cosas de no pocos corrosivos decadentismos occidentales y en la adopción de anárquicas modas finiseculares. Pero, bajo este flujo precario, un nuevo sentimiento, una nueva revelación se anuncia. Por los caminos universales, ecuménicos, que tanto se nos reprocha, nos vamos acercando cada vez más a nosotros mismos.
Se reconoce la conocida tríada dialéctica: en un primer momento tenemos el colonialismo de corte nacionalista que será posteriormente negado por el universalismo europeizante. Finalmente el nacionalismo volverá a la afirmación de lo propio, pero eliminando los elementos coloniales. 
En la segunda etapa en la que se encuentra la literatura no puede apelar a lo indígena como tal sino en cuanto a cómo su cosmovisión puede afectar la cultura nacional en su totalidad. No se trata de afirmar lo indígena como tal sino encontrar un lugar de enunciación posible dentro de la cosmovisión indígena y explotarlo como un arma de la lucha en la definición de lo nacional:
La literatura indigenista no puede darnos una versión rigurosamente verista del indio. Tiene que idealizarlo y estilizarlo. Tampoco puede darnos su propia ánima. Es todavía una literatura de mestizos. Por eso se llama indigenista y no indígena. Una literatura indígena, si debe venir, vendrá a su tiempo. Cuando los propios indios estén en grado de producirla.
Lo importante no es tanto una reivindicación sectorial de lo indígena sino la redefinición de lo peruano en términos de una alteridad, de una otredad que da pie para pensar una identidad peruana distinta.

## Análisis
- Este libro destaca por el abundante contenido de cada uno de sus capítulos, la fuerza analítica del pensamiento y las citas bibliográficas con los que el autor se esfuerza encuadrar toda la obra, intentando así darle un carácter erudito.[43]
- El lenguaje es armonioso y dúctil, el estilo fresco y cargado de humor e ironía. La lectura del texto no desmaya en ningún instante[43] (partiendo, obviamente, de la premisa que el lector posea conocimientos básicos de cultura general, en los rubros de historia, filosofía, literatura, religión, etc.)
- Sin embargo, el autor peca muchas veces por su sentido unilateral, por exceso de esquematismo, por personales afectos y simpatías (muy visibles en el ensayo sobre literatura), por el carácter tendencioso de su propaganda, o, simplemente, por deficiente información.[44] Como queriendo anticiparse a los ataques, el autor advertía en el prólogo que no se proponía ser un crítico objetivo e imparcial, y que ninguno de sus ensayos estaba terminado (es decir, que era consciente de sus limitaciones).[2]
- Pese a todo, esta obra ha tenido mucha importancia y trascendencia, ya que tuvo el mérito de iniciar en el Perú el estudio de los asuntos nacionales de manera seria y metódica, vinculando los problemas actuales con los antiguos y mostrando verdades lacerantes que otros no querían ver.[3]
- Una encuesta de especialistas hecha por la revista de política Debate en 1984, señaló como uno de los libros frecuentemente mencionados sobre el entendimiento de la realidad nacional.[45]

## Críticas
El escritor Víctor Andrés Belaunde elaboró una crítica sobre los puntos expresados en los "7 ensayos" en una obra titulada "La realidad nacional" donde añadiría detalles que Mariátegui había omitido en su obra.